# Trojden I

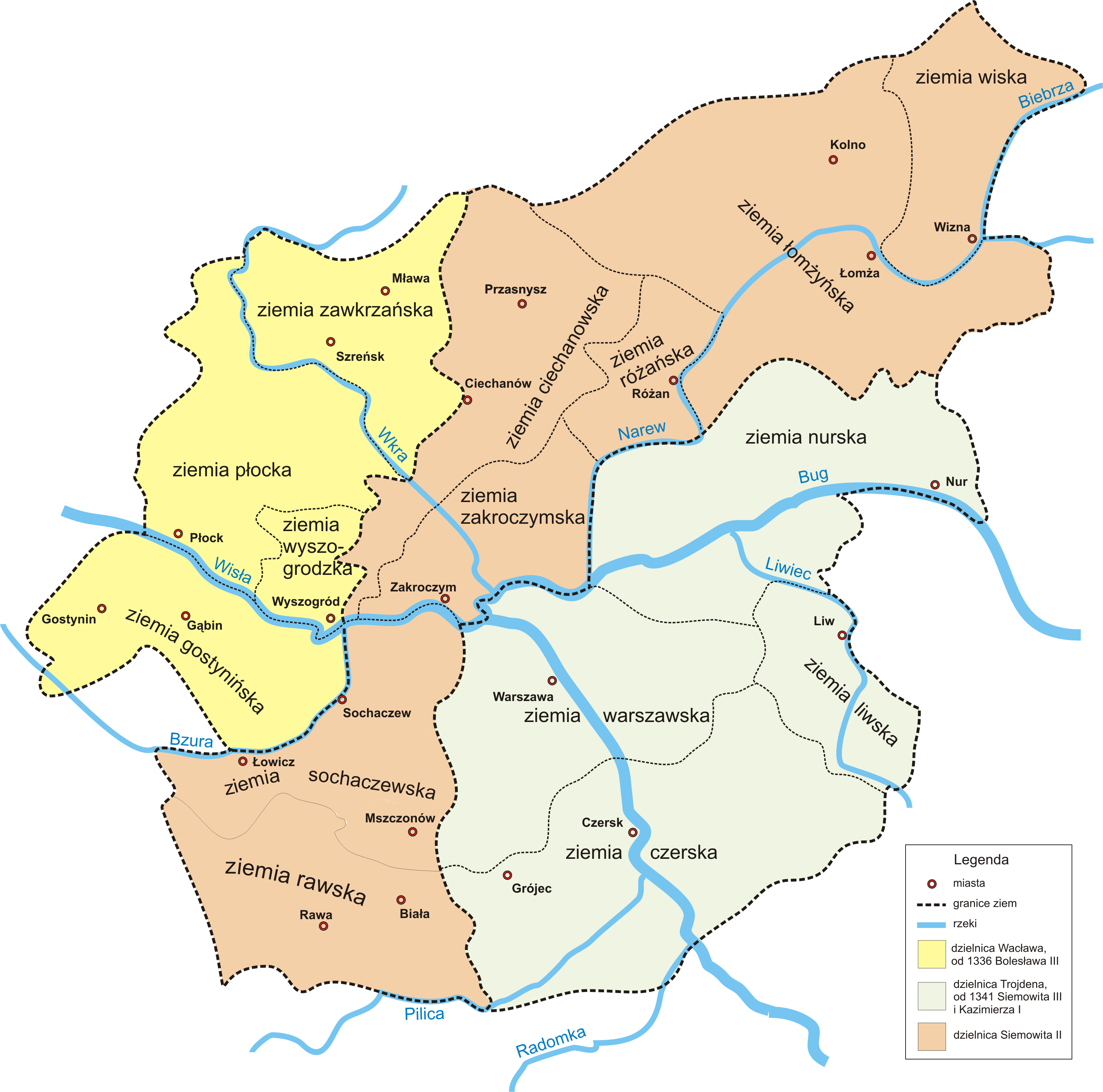
Podział Mazowsza (1313-1345)

Trojden I (ur. między 1284 a 1286, zm. 13 marca 1341) – książę czerski od 1310, od 1313 dodatkowo w Warszawie i Liwie, w latach 1336–1340 regent w Płocku.

## Życiorys
Trojden I był drugim pod względem starszeństwa synem księcia mazowieckiego Bolesława II i jego pierwszej żony, Gaudemundy Zofii. Swoje imię otrzymał najprawdopodobniej po swoim dziadku, wielkim księciu litewskim Trojdenie. Jeszcze za życia ojca, zapewne w 1310 r., młody książę otrzymał własną dzielnicę ze stolicą w nadwiślańskim Czersku. Podział ten utrzymał się przez trzy lata, tj. do śmierci Bolesława II. Wtedy Trojden otrzymał dodatkowo dzielnice: warszawską i liwską, co uczyniło go władcą całego południowo-wschodniego Mazowsza.
Trojden I początkowo pozostawał w bardzo dobrych stosunkach z władcą Polski Władysławem I Łokietkiem. Dzięki temu książę zawarł ok. 1310 r. związek małżeński z córką władcy Halicza Jerzego I, Marią. Małżeństwo to umożliwiło Trojdenowi w 1323 r., po wymarciu miejscowej linii książąt z dynastii Rurykowiczów skutecznie upomnieć się z pomocą władcy Polski o księstwo halickie dla swojego syna, Bolesława. W 1325 r. mazowieccy książęta Trojden I i Siemowit w liście do papieża określili wschodnią granicę swojego władania jako sięgającą 2 mile od Grodna (Oppidi quod dictur Grodno, ... a terrarum nostrorum ad duas lencas posit). 
Zbyt natarczywa polityka Łokietka spowodowała jednak zawarcie 2 stycznia 1326 w Brodnicy przez książąt mazowieckich Trojdena, Siemowita II i Wacława układu z Krzyżakami, co spowodowało krótkotrwały konflikt z Polską i jej sojuszniczką Litwą.
W latach następnych Trojden razem z braćmi starał się lawirować pomiędzy Polską a zakonem krzyżackim i tak np. w 1329 r. książęta mazowieccy poparli zbrojnie Władysława Łokietka, podczas gdy w 1334 r. wystąpili już jako sojusznicy wielkiego mistrza.
W 1339 r. nastąpiło ponowne zbliżenie Trojdena do Polski, rządzonej w tym czasie przez Kazimierza III Wielkiego. Dowodem tego stanu rzeczy jest fakt zorganizowania w należącej do dzierżaw Trojdena Warszawie procesu polsko-krzyżackiego w sprawie zagarnięcia przez zakon ziem piastowskich. Z nieznanych przyczyn wśród świadków procesu nie znajdujemy książąt mazowieckich, choć zeznawały tam osoby z nimi związane, np. kanclerz Trojdena – Gunter.

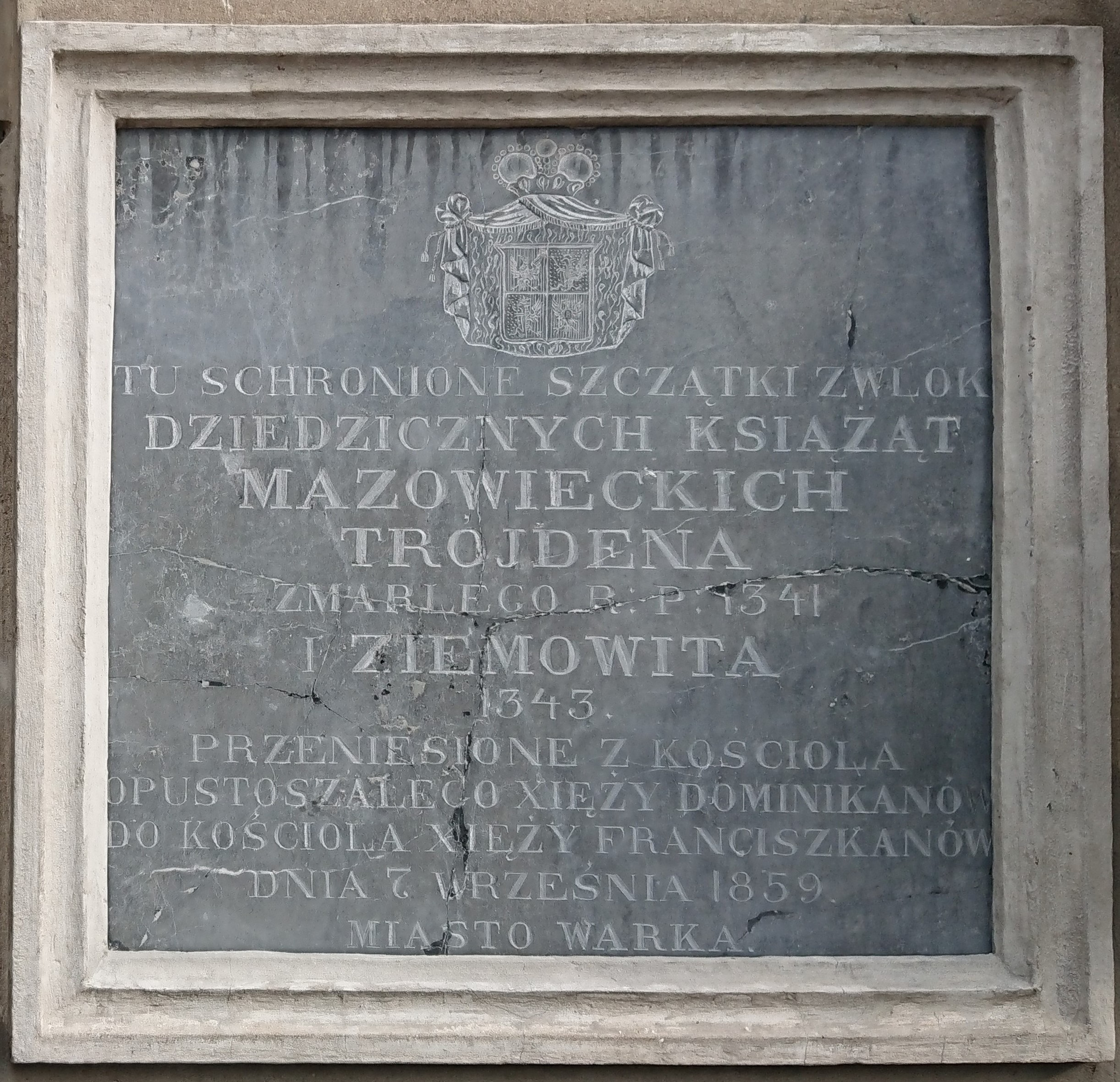
Tablica poświęcona Trojdenowi i Siemowitowi na murze pofranciszkańskiego kościoła Matki Bożej Szkaplerznej w Warce

W 1340 r. zginął zamordowany przez własnych poddanych najstarszy syn Trojdena, Bolesław Jerzy II, książę halicko-włodzimierski. Książę czerski pomimo przysługujących mu praw nie wystąpił jednak z pretensjami do spadku, zadowalając się zapewne otrzymanym z rąk Kazimierza Wielkiego odszkodowaniem pieniężnym.
Trojden I zmarł 13 marca 1341 r. i został pochowany w kościele dominikańskim w Warce. 7 września 1859 roku jego szczątki przeniesiono do wareckiego kościoła franciszkanów (obecnie kościół Matki Bożej Szkaplerznej w Warce) z inicjatywy Piotra Wysockiego, co miało charakter wielkiej patriotycznej manifestacji. Z małżeństwa z Marią Halicką doczekał się trzech synów: wspomnianego już Bolesława Jerzego II, Siemowita III i Kazimierza I, oraz córkę Eufemię, wydaną za księcia cieszyńskiego Kazimierza I.